# Tomasz Jarosz
Tomasz Jarosz (ur. 13 lutego 1962 w Warszawie, zm. 4 sierpnia 2025) – polski aktor teatralny, dubbingowy i filmowy. W 1987 roku zdał Egzamin Eksternistyczny dla Aktorów Dramatu w ZASP-ie. Pochowany na cmentarzu Bródnowskim w Warszawie (kwatera 71G-2-29).

## Filmografia
- 2008: Stygmatyczka (Scena Faktu Teatru Telewizji) jako Grubas
- 2004: Aryjska para jako Maszynista
- 2002: Edi jako Andrzej, brat Ediego
- 1998: Amok jako Bandzior
- 1996: Wirus jako policjant
- 1996: Księżycowy klejnot
- 1995: Cwał jako ojciec Władka
- 1995: Pułkownik Kwiatkowski jako milicjant z posterunku
- 1994: Szczur jako sierżant
- 1994: Psy 2. Ostatnia krew jako bandyta
- 1994: Zawrócony jako milicjant eskortujący Tomka
- 1993: Polski crash jako Celnik
- 1993: Tylko strach jako Taksówkarz
- 1992: Tragarz puchu jako żołnierz niemiecki
- 1992: Listopad jako mężczyzna
- 1992: Pierścionek z orłem w koronie jako pracownik KP PPR
- 1988: Zmowa jako Plutonowy doprowadzający Witkowskiego do prokuratora

### Gościnnie
- 2007: Prawo miasta jako strażnik więzienny
- 2007: Barwy szczęścia jako strażak
- 2006–2008: Faceci do wzięcia
- 2006: Rodzina zastępcza jako Menel
- 2005: Wiedźmy jako kolega „Styka”
- 2004–2006: Bulionerzy jako strażnik więzienny
- 2004–2008: Kryminalni jako Rudzik
- 2002–2008: Samo życie jako „Cichy”, człowiek „Stingera”, handlarz kradzionymi samochodami, zastrzelony później przez swojego szefa
- 2000–2001: Miasteczko
- 2000: Plebania jako ojciec Iwony
- 1999: Na dobre i na złe jako Hydraulik / Pacjent, były podwładny Krawczyka
- 1998–2003: Miodowe lata jako Pijak
- 1997–1998: 13 posterunek
- 1997: Królowa złodziei
- 1997: Klan jako mężczyzna próbujący okraść Rysia z pieniędzy / Komendant Posterunku Policji / Policjant
- 1996: Ekstradycja 2 jako człowiek z mafii / Gangster pilnujący Basi
- 1995: Sukces... jako Taksówkarz na Okęciu
- 1986: Zmiennicy jako sierżant z drogówki
- 1980–2000: Dom
- 2013: Ojciec Mateusz jako pomocnik Lutego (odc. 119)

## Polski dubbing
- 2017: Twój Vincent – stary Ravoux
- 2011: Ben 10: Ultimate Alien
- 2011: Gormiti
- 2010: Astro Boy
- 2009: Noc w muzeum 2
- 2007: Storm Hawks
- 2007–2008: Magi-Nation –
  - Ugger,
  - Obsis
- 2006: Ruby Gloom – Pan Biały I
- 2005: B-Daman
- 2005: Batman kontra Drakula
- 2005: Fantastyczna Czwórka
- 2004: Scooby-Doo 2: Potwory na gigancie
- 2004: Dom dla Zmyślonych Przyjaciół pani Foster
- 2002: Śnięty Mikołaj 2
- 2002: Mistrzowie kaijudo
- 2002–2005: Dziewczyny, chłopaki
- 2001–2004: Samuraj Jack – Ja (odc. 44)
- 2001−2008: Café Myszka – Kaa
- 1998: Mistrzowie golfa
- 1997: Księżniczka Sissi
- 1997: Księżniczka łabędzi II: Tajemnica zamku – Bromley
- 1995–1996: Maska
- 1995–1996: Głupi i głupszy
- 1995–1998: Pinky i Mózg
- 1995–1997: Freakazoid!
- 1993–1995: Dwa głupie psy – Mroczny
- 1992–1998: Batman
- 1992–1993: Rodzina Addamsów
- 1985: Asterix kontra Cezar
- 1983–1985: Malusińscy
- 1981–1989: Smerfy – Łasuch
- 1980: Figle z Flintstonami
- 1969–1970: Scooby Doo, gdzie jesteś?